# ژاله‌پوش رنگ‌پریده
دروسرا رنگ‌پریده (نام علمی: Drosera pallida) نام یک گونه از سرده دروزا است.